# Jeremy Bokila
Jeremy Bokila (Kinshasa, 14 novembre 1988) è un calciatore congolese (Repubblica Democratica del Congo), attaccante del Willem II.

## Palmarès

### Club

#### Competizioni nazionali
- Coppa di Romania: 1

Petrolul Ploiești: 2012-2013
- Eerste Divisie: 1

Willem II: 2023-2024